# Macajská univerzita
Macajská univerzita (čínsky v českém přepisu Ao-men ta-süe, pchin-jinem Àomén Dàxué, znaky 澳門大學, portugalsky Universidade de Macau)  (UM/UMAC) je univerzita v Macau v Čínské lidové republice. Fakticky se její kampus o rozloze 109 hektarů ovšem nalézá ve východní části ostrova Cheng-čchin, který je součástí provincie Kuang-tung v Pevninské Číně a Macao má dané území od této provincie pronajaté.
Univerzita byla založena v roce 1981. K roku 2021 měla přes 10000 studentů a byla tak největší univerzitou v Macau.